# クラブツーリズム
クラブツーリズム株式会社（英語: Club Tourism International Inc.）は、東京都江東区に本社を置く日本の大手旅行会社で、近畿日本ツーリストグループの一社である。「クラツー」「CTI」とも呼ばれる。

## 概要
従来からある店舗営業型の旅行業とは違い、新聞広告や会員情報誌で旅行商品を提供して電話やインターネットで申し込みを受け付けるダイレクトマーケティングを主力とする。取扱品目としては、主に中高年向けの国内外ツアーを主催している。会員情報誌「旅の友」の配布によるメディア販売を中心としており、店舗販売の比率は少ない。「旅の友」は「エコースタッフ」と呼ばれる独自の配達員によって会員宅へ配布される。エコースタッフもクラブツーリズムの会員である。顧客が情報誌を周辺の顧客に配るというユニークなシステムであり、現在約8,000人を数える。趣味のサークル活動やカルチャーセンターも主催しており、旅行だけに留まらない会員組織化を進めているのが特徴である。
単に旅行商品を販売するだけではなく、会員が行うクラブ活動を支援することで、組織化された会員による口コミも事業の成長に貢献する形となっている。クラブとは会員同士の交流の場を指し、会員が知人や同じ興味を持つ別の会員と組織を作りミーティングを開いて旅行を企画・実施することが主な活動である。クラブの内容は会員誌で紹介されクチコミにより拡大につながる仕組みになっている。会員自らが添乗員になる「フェローフレンドリースタッフ」という制度がある。
このビジネスモデルは1980年に発足した近畿日本ツーリスト（初代近ツーで旧会社を指す・現：KNT-CTホールディングス）渋谷営業所内のダイレクトマーケティング事業部門が前身。情報誌「旅の友」の宅配および新聞広告を中心としたメディア販売で業績を伸ばした。2004年にはクラブツーリズム事業が近畿日本ツーリストから分離・独立し、現在に至る。

## 沿革
前身は1980年発足の上記近畿日本ツーリスト社内のベンチャービジネスであるが、発端は1970年代にさかのぼる。当時、後に近畿日本ツーリスト社長、クラブツーリズム会長となる高橋秀夫が盛岡営業所の所長時代に、クラブを作り顧客同士の交流を深めることに成功したのが始まりである。高橋は渋谷営業所への転勤を機にクラブを作ることを取り入れたダイレクトマーケティング事業に取り組み、その事業が成功したのをうけて渋谷営業所は東京メディア販売事業部に改組、さらに同事業本部にまで昇格した。
1993年に会社設立後、近畿日本ツーリストが2004年にクラブツーリズム事業を分離、その事業を譲り受け継承した。設立当初は近畿日本ツーリストの完全子会社であったが、この事業譲渡に伴い、近畿日本ツーリストの親会社である近畿日本鉄道（近鉄、現：近鉄グループホールディングス）や投資ファンドの出資を得たため、近畿日本ツーリストの持ち株比率は大幅に下がり子会社ではなくなった。独立時のクラブツーリズムの会長には近畿日本ツーリスト時代にクラブツーリズム事業を立ち上げ、独立前年まで同社の社長（在任 2000年 - 2003年）であった高橋秀夫が就任した（のち名誉会長）。
2008年8月に近鉄が株式の大半を投資ファンドより引継ぎ、クラブツーリズムは同社の子会社となった。2013年1月1日には近鉄の旅行事業再編により、近畿日本ツーリストと株式交換により同社を親会社とする経営統合を行う。近畿日本ツーリストは事業分割を行い持株会社に移行し、社名をKNT-CTホールディングス株式会社に変更した。

### 年表
- 1993年（平成5年） - 株式会社旅の友ミリオナーズクラブとして設立。
- 1996年（平成8年） - 株式会社クラブツーリズムに社名変更。
- 2003年（平成15年） - クラブツーリズム株式会社に社名変更。
- 2004年（平成16年） - クラブツーリズム事業を近畿日本ツーリストから譲渡を受け、事業を継承する。
- 2008年（平成20年） - 近鉄の連結子会社となる。
- 2013年（平成25年） - 株式交換により近畿日本ツーリストと経営統合し、KNT-CTホールディングスの子会社となる。
- 2022年（令和4年） - 静岡県でツアー中の美杉観光バスが横転事故を起こし、死傷者が発生する（静岡観光バス横転事故）[7]。

## グループ会社
- 株式会社クラブツーリズム・ライフケアサービス
- 株式会社クラブツーリズム・スペースツアーズ

## テレビ番組
- 日経スペシャル ガイアの夜明け シニア大航海時代 〜生きがい作りに活路あり〜（2004年3月9日、テレビ東京）[8]
- 日経スペシャル カンブリア宮殿 旅作りに客も参加!シニアを夢中にさせる旅行会社の秘密（2015年8月13日、テレビ東京）[9]

## 関連書籍
- 『理想の旅行業 クラブツーリズムの秘密』（著者:高橋秀夫）（2008年3月30日、毎日新聞社）ISBN 9784620318769

## その他
- クラブツーリズムでは、添乗員の名称を、TD（ツアーディレクター）と称している。また、同社バスツアー専属のラッピング観光バスが複数存在する。
- 近鉄では12200系特急形車両2両編成2本をクラブツーリズム主催ツアー専用列車に改装し（15400系に改番）、2011年12月23日より営業運転を開始した[10]。列車名は公募の結果、奈良県桜井市の男性が応募した、万葉集にも登場する「輝く光、朝日の美しい空」を表す古語より、「かぎろひ」と命名された。

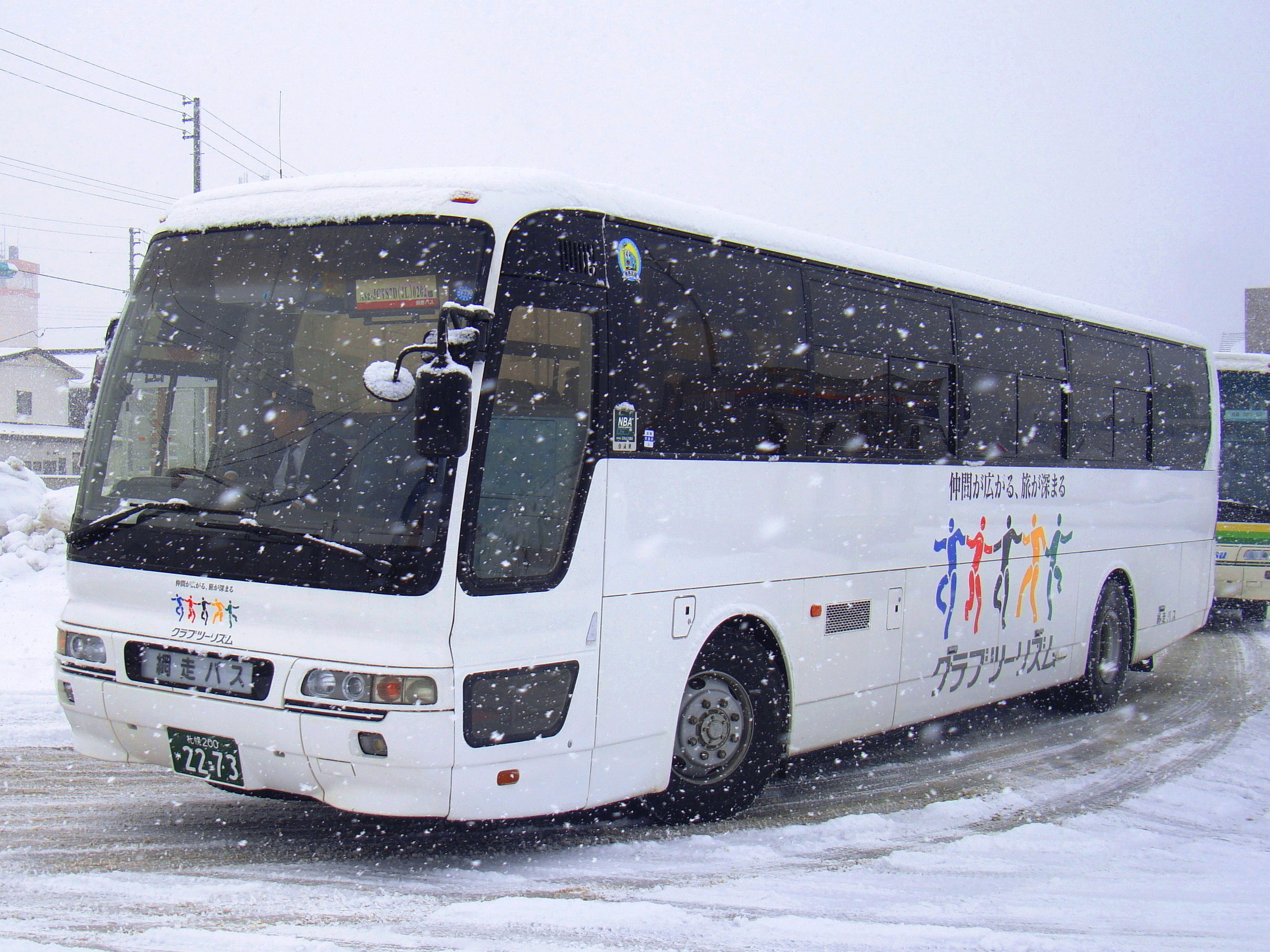
クラブツーリズム塗装のツアー専用車（網走バス）
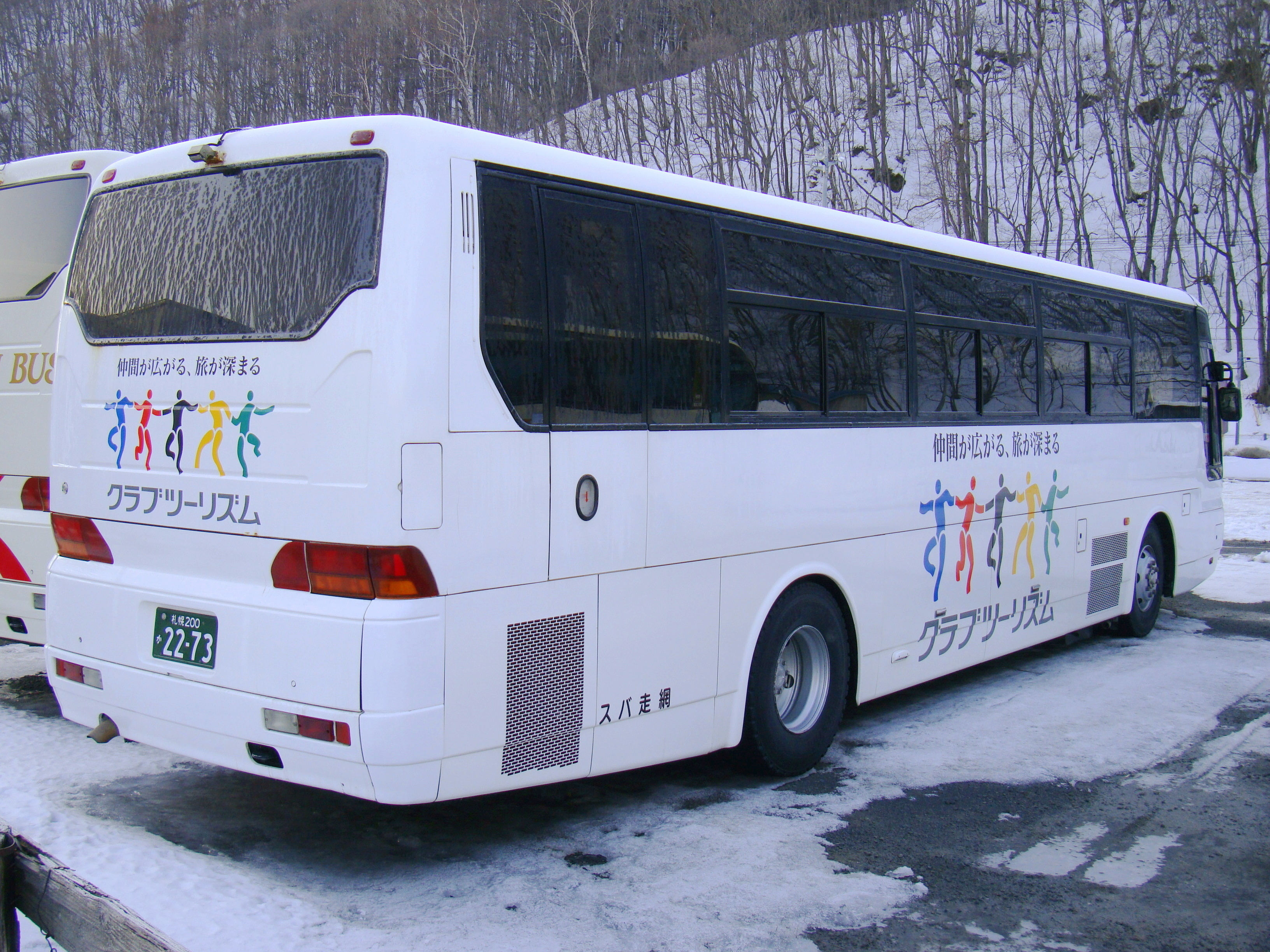
クラブツーリズム塗装のツアー専用車リア部分（網走バス）
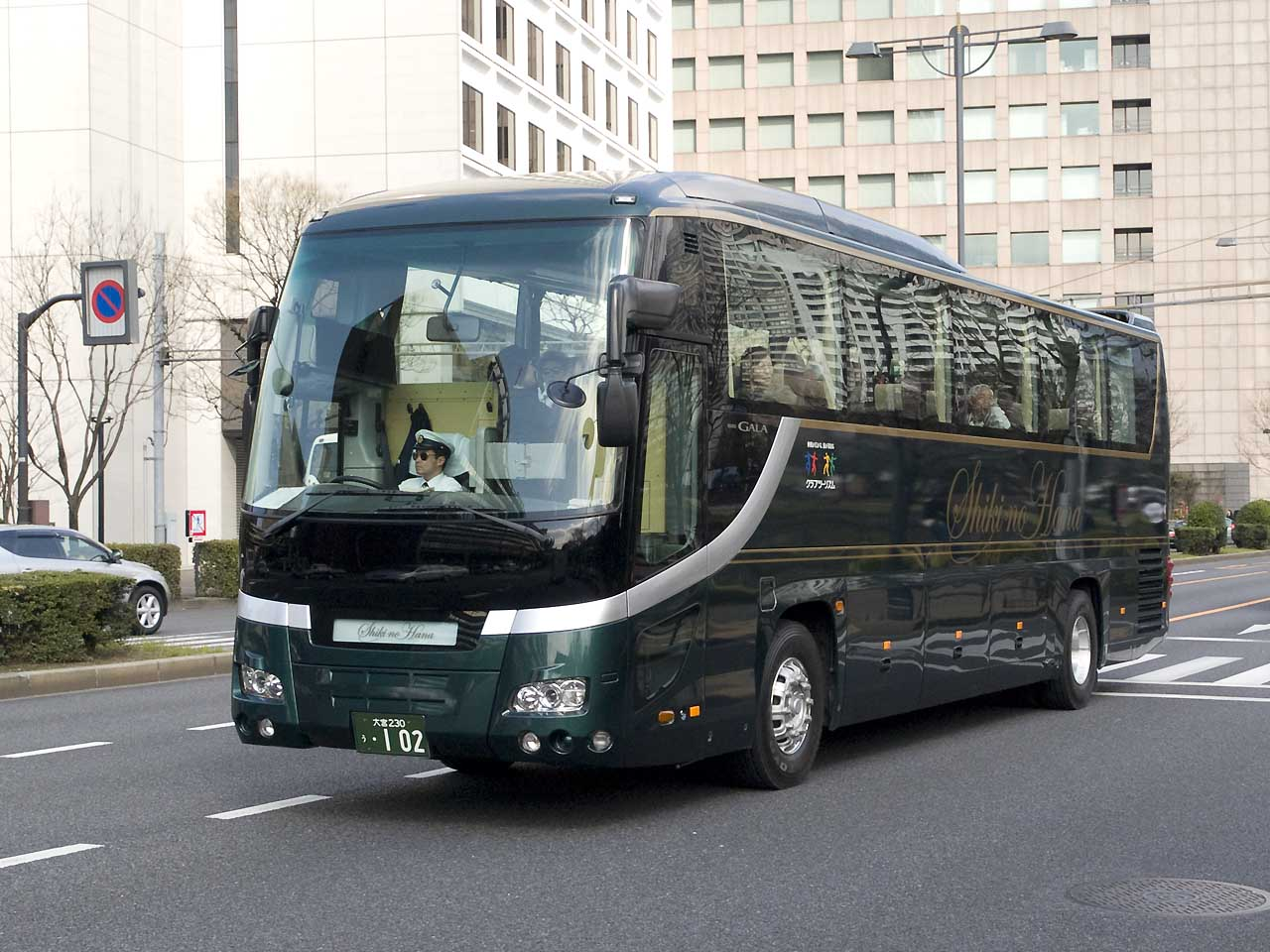
ロイヤルクルーザー四季の華（国際興業観光バス）
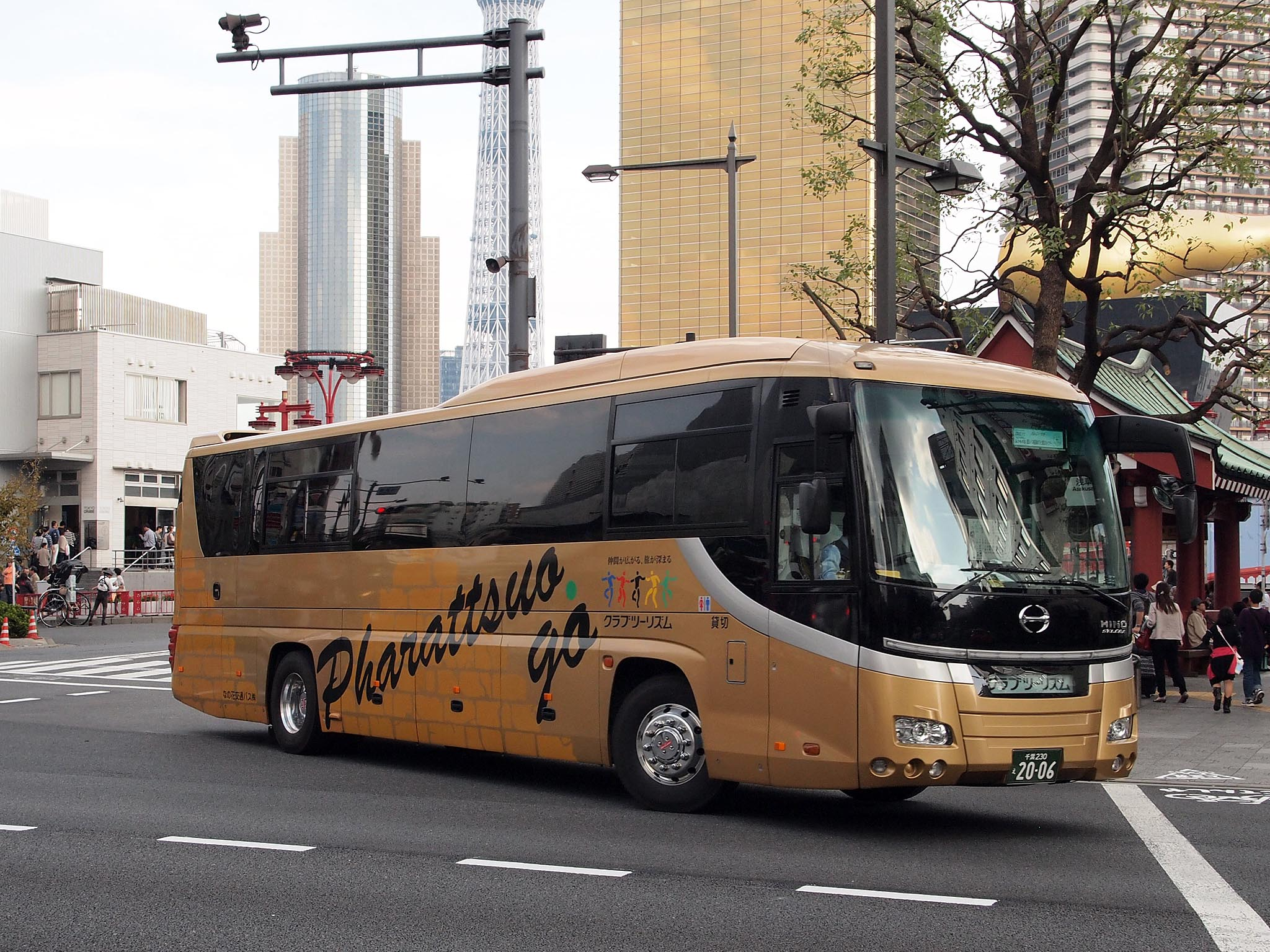
ファラッツォ（なの花交通バス）
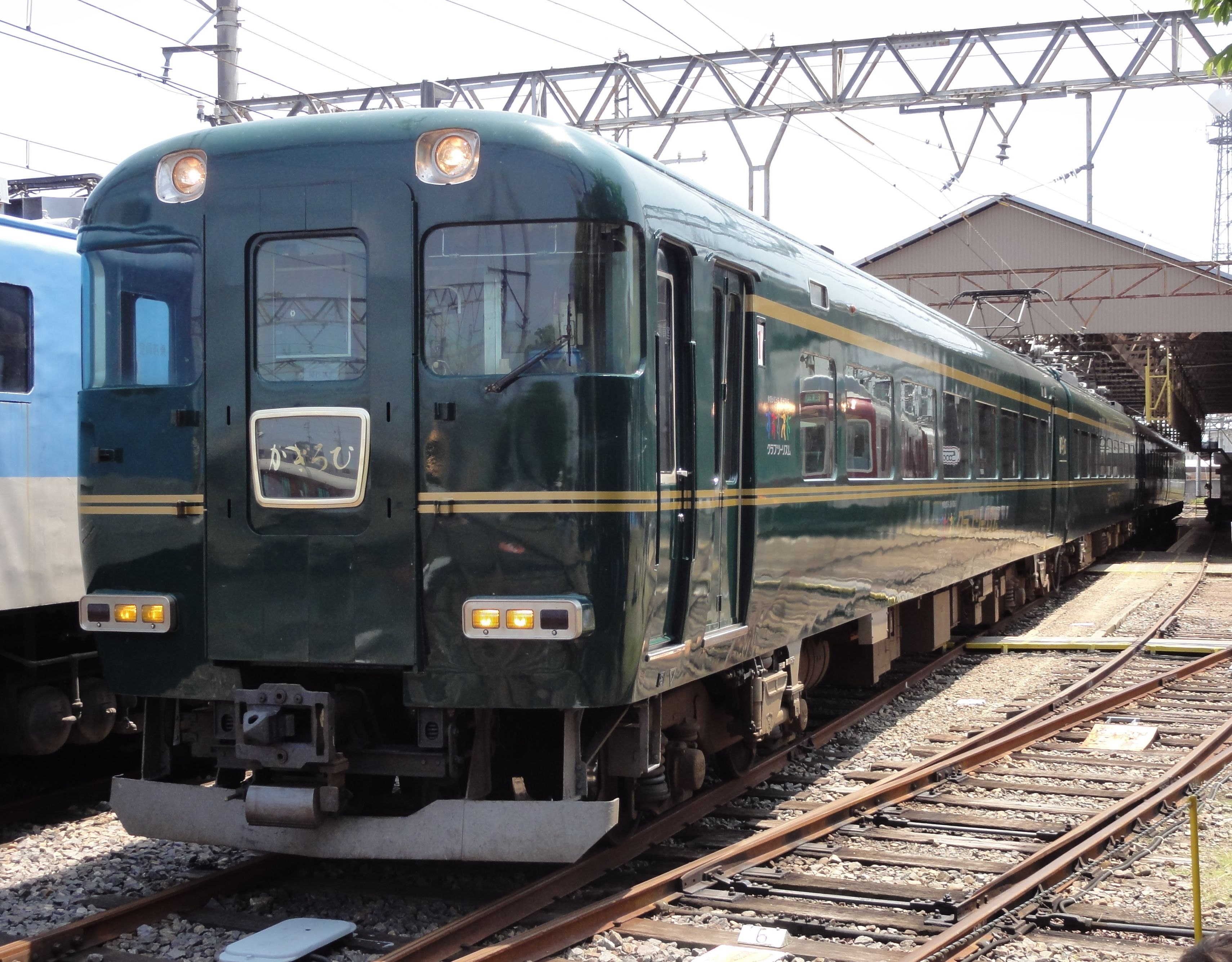
15400系電車「かぎろひ」（近鉄）